# Paweł Pęczak
Paweł Pęczak (ur. 24 czerwca 1977 w Tychach) – polski piłkarz występujący na pozycji obrońcy. Trener GKS II Tychy.

## Kariera
Pęczak swoją profesjonalną karierę zaczynał w 1996 r. w GKS-ie Katowice, do którego przeszedł ze swojego pierwszego klubu - GKS Tychy. Paweł niemal od razu stał się podstawowym graczem, co wpłynęło na zainteresowanie jego osobą innych klubów. W 1999 r. przeszedł do Amiki Wronki, gdzie jednak przez pierwsze lata był tylko rezerwowym. Nieco więcej występował pod koniec swojej przygody w Amice. Niezadowolony z nieregularnych występów w pierwszej drużynie, przeszedł do Górnika Zabrze, jednak i tam nie grał regularnie, co spowodowało powrót do GKS-u Katowice, klubu który wówczas wspominał najlepiej. W Katowicach przez pierwsze pół roku rozegrał zaledwie jeden mecz. W kolejnym sezonie jednak w barwach GKS-u rozegrał 20 spotkań. W sezonie 2005/06 przeszedł do Lechii Gdańsk, gdzie od razu stał się podstawowym zawodnikiem i grał regularnie. Łącznie w Ekstraklasie rozegrał 157 spotkań, w których strzelił dwie bramki.
Na początku sezonu 2008/09 doznał poważnej kontuzji, która wykluczyła go z rundy jesiennej. I dlatego w sezonie zagrał zaledwie 3 mecze, po sezonie nie przedłużono z nim kontraktu. Od sezonu 2009/2010 grał w drużynie Wisły Płock. W sierpniu 2010 roku podpisał dwuletni kontrakt z drużyną GKS-u Tychy.